# Sorbitansesquioleat
Sorbitansesquioleat ist ein Gemisch aus Sorbitanfettsäureestern, das durch Veresterung von formal 2 Mol Sorbitol und/oder seiner Mono- und Dianhydride (Sorbitan, Isosorbid) mit 3 Mol Ölsäure gewonnen wird.

## Verwendung
Sorbitansesquioleat findet Verwendung  als Dispergiermittel bzw. Emulgator in Human- und Tierarzneimitteln und in Kosmetika sowie bei weiteren technischen Anwendungen.

## Eigenschaften

Ölsäure, der Hauptbestandteil der Fettsäurenkomponente von Sorbitansesquioleat

Pharmazeutisch verwendetes Sorbitansesquioleat enthält in der Fettsäurenfraktion 65,0 bis 88,0 % Ölsäure, ferner Linolsäure (maximal 18,0 %), Palmitinsäure (maximal 16,0 %), Palmitoleinsäure (maximal 8,0 %), Stearinsäure (maximal 6,0 %), Myristinsäure (maximal 5,0 %), Linolensäure (maximal 4,0 %) und Fettsäuren mit einer Kettenlänge über 18 C-Atomen (maximal 4,0 %). Pharmazeutisches Sorbitansesquioleat ist eine blassgelbe bis schwach-bräunlich-gelbe Paste, die bei etwa 25 °C zu einer viskosen, öligen, bernstein-farbenen Flüssigkeit wird. Die relative Dichte beträgt etwa 0,99 und der HLB-Wert 3,7.